# Donji Bučumet
Donji Bučumet (cyr. Доњи Бучумет) – wieś w Serbii, w okręgu jablanickim, w gminie Medveđa. W 2011 roku liczyła 159 mieszkańców.